# Alfonso De Lucia
Alfonso De Lucia (Nola, 12 novembre 1983) è un dirigente sportivo, ex calciatore e allenatore di calcio italiano, di ruolo portiere.

## Carriera

### Club

#### Giovanili ed esordio in Serie A
Cresce nelle giovanili del Nola, nel 1997 poi approda al Napoli. In azzurro riesce ad ottenere le prime convocazioni in prima squadra, ma la difficile situazione economica partenopea, fa sì che nel settembre del 1999, venga ceduto al Parma insieme a Paolo Cannavaro per una cifra totale di 7 miliardi di lire. In Emilia debutta in Serie A il 30 marzo 2002 a 18 anni, al quindicesimo minuto di un delicato Milan-Parma (3-1) per un infortunio di Cláudio Taffarel.

#### Prestito alla Salernitana
Quella dell'esordio fu solo una bella parentesi, infatti dopo l'unica presenza di Milano Alfonso De Lucia non collezionò presenze e nella stagione 2003-2004 fu girato in prestito alla Salernitana dove totalizzò 11 presenze in Serie B.

#### Il ritorno a Parma
Nella stagione 2004-2005 torna a Parma dove nelle ultime due stagioni conquista altre 4 presenze nella massima serie italiana.
Nella prime partite della stagione 2006-2007 è diventato il primo portiere del Parma, prendendo l'eredità da Luca Bucci, diventato a sua volta secondo. Dopo 11 giornate di campionato dove il giocatore aveva avuto problemi con la tifoseria ducale, il tecnico Stefano Pioli, gli preferisce di nuovo Luca Bucci che, alla fine della stagione, nonostante l'avvicendamento in panchina tra Pioli e Claudio Ranieri, risulterà decisivo per la salvezza.

#### L'approdo a Livorno
Il 12 luglio 2007 è passato a titolo definitivo al Livorno in cambio di Stefano Morrone che ha firmato un quadriennale con i crociati. La prima stagione è il secondo portiere alle spalle del nazionale azzurro Marco Amelia, tuttavia complice la cessione di quest'ultimo al Palermo alla fine del campionato, diventa titolare per la stagione successiva. Nella stagione sportiva 2008-2009 contribuisce alla promozione in Serie A.
Nella stagione 2009-2010 alla settima giornata di campionato para il suo primo rigore in serie A a Siena contro Maccarone risultante decisivo per il risultato finale di 0-0. Alla nona di campionato a Roma contro la Roma riceve anche il suo primo cartellino rosso al 20 del secondo tempo dal suo compaesano, l'arbitro Russo di Nola. Viene espulso di nuovo, dopo aver fatto una parata prodigiosa al limite in area ed un successivo intervento di mani subito fuori da quest'ultima, nell'incontro perso dal Livorno per 2-0 in casa contro il Napoli.
Nel 2010-2011 è il portiere titolare dei toscani in Serie B. La stagione seguente litiga con il presidente Spinelli che in chiusura di mercato lo propone al Cagliari e poi il suo posto viene preso dal giovane Francesco Bardi, restando così ai margini della squadra amaranto.

#### Il passaggio alla Nocerina
Nel mercato invernale scende in Lega Pro Prima Divisione, approdando alla Nocerina in cambio di Gabriele Aldegani.

#### Il ritorno a Livorno e l'ultima stagione a Monza
Terminato il prestito alla Nocerina, rientra al Livorno, dove rimane tutta la stagione senza mai scendere in campo, svincolandosi a fine stagione.
Nel Gennaio 2015 scende nuovamente il Lega Pro, questa volta nelle file del Monza, società in crisi finanziaria, partecipando alla salvezza della squadra attraverso i playout. Salvezza resa vana dal fallimento della compagine brianzola.

### Nazionale
Convocato in tre occasioni dalla Nazionale Under-20, giocò la sua unica partita contro i pari età della Romania il 17 settembre 2003 allo stadio A. Nardini di Castelnuovo Garfagnana.

### Dirigente
Il 21 novembre 2017 diventa il presidente della società Nola 1925, squadra della sua città. Nell'estate 2021 lascia la carica di presidente a Felice Siciliano.

### Allenatore
Nell'agosto 2021,dopo la riammissione dei Bruniani in serie D, diviene il nuovo allenatore della squadra della sua città. Il 17 novembre dello stesso anno, dopo il passaggio delle quote societarie da Siciliano a Luigi Nappi, rassegna le dimissioni dalla guida tecnica della squadra.

## Squalifiche
Coinvolto nel calcioscommesse, il 31 maggio 2012 patteggiando viene squalificato per 5 mesi.
A giugno 2013 ha ricevuto ulteriori 6 mesi di squalifica (con un'ammenda di 10.000 euro) per violazione dell'articolo 1 del Codice di giustizia sportiva.

## Statistiche

### Presenze e reti nei club
| Stagione        | Squadra         | Campionato      | Campionato | Campionato | Coppe nazionali | Coppe nazionali | Coppe nazionali | Coppe continentali | Coppe continentali | Coppe continentali | Altre coppe | Altre coppe | Altre coppe | Totale | Totale |
| Stagione        | Squadra         | Comp            | Pres       | Reti       | Comp            | Pres            | Reti            | Comp               | Pres               | Reti               | Comp        | Pres        | Reti        | Pres   | Reti   |
| --------------- | --------------- | --------------- | ---------- | ---------- | --------------- | --------------- | --------------- | ------------------ | ------------------ | ------------------ | ----------- | ----------- | ----------- | ------ | ------ |
| 2001-2002       | Parma           | A               | 1          | -3         | CI              | 0               | 0               | CU                 | 0                  | 0                  |             | -           | -           | 1      | -3     |
| 2002-2003       | Parma           | A               | 0          | 0          | CI              | 0               | 0               | CU                 | 0                  | 0                  | SI          | 0           | 0           | 0      | 0      |
| 2003-2004       | Salernitana     | B               | 11         | -21        | CI              | 1               | -3              | -                  | -                  | -                  | -           | -           | -           | 12     | -24    |
| 2004-2005       | Parma           | A               | 0          | 0          | CI              | 0               | 0               | CU                 | 0                  | 0                  | -           | -           | -           | 0      | 0      |
| 2005-2006       | Parma           | A               | 4          | -7         | CI              | 2               | -1              | -                  | -                  | -                  | -           | -           | -           | 6      | -8     |
| 2006-2007       | Parma           | A               | 13         | -26        | CI              | 2               | -3              | CU                 | 6                  | -7                 | -           | -           | -           | 21     | -36    |
| Totale Parma    | Totale Parma    | Totale Parma    | 18         | -36        |                 | 4               | -4              |                    | 6                  | -7                 |             | 0           | 0           | 28     | -47    |
| 2007-2008       | Livorno         | A               | 6          | -12        | CI              | 1               | -1              | -                  | -                  | -                  | -           | -           | -           | 7      | -13    |
| 2008-2009       | Livorno         | B               | 41+2       | -37 + -2   | CI              | 2               | 0               | -                  | -                  | -                  | -           | -           | -           | 45     | -39    |
| 2009-2010       | Livorno         | A               | 23         | -32        | CI              | 1               | 0               | -                  | -                  | -                  | -           | -           | -           | 24     | -32    |
| 2010-2011       | Livorno         | B               | 39         | -38        | CI              | 1               | 0               | -                  | -                  | -                  | -           | -           | -           | 40     | -38    |
| 2011-2012       | Livorno         | B               | 0          | 0          | CI              | 0               | 0               | -                  | -                  | -                  | -           | -           | -           | 0      | 0      |
| 2012-gen. 2013  | Livorno         | B               | -          | -          | CI              | -               | -               | -                  | -                  | -                  | -           | -           | -           | -      | -      |
| gen.-giu. 2013  | Nocerina        | 1D              | 11+2       | -9 + -1    | CI+CI-LP        | -               | -               | -                  | -                  | -                  | -           | -           | -           | 13     | -10    |
| 2013-2014       | Livorno         | A               | -          | -          | CI              | -               | -               | -                  | -                  | -                  | -           | -           | -           | -      | -      |
| Totale Livorno  | Totale Livorno  | Totale Livorno  | 109+2      | -119 + -2  |                 | 5               | -1              |                    | -                  | -                  |             | -           | -           | 116    | -122   |
| gen.-giu. 2015  | Monza           | LP              | 10+2       | -5 + -3    | CI+CI-LP        | -               | -               | -                  | -                  | -                  | -           | -           | -           | 12     | -8     |
| Totale carriera | Totale carriera | Totale carriera | 159+6      | -190 + -6  |                 | 10              | -8              |                    | 6                  | -7                 |             | 0           | 0           | 181    | -211   |

### Cronologia delle presenze e reti in nazionale
| Cronologia completa delle presenze e delle reti in nazionale ― Italia under 20 | Cronologia completa delle presenze e delle reti in nazionale ― Italia under 20 | Cronologia completa delle presenze e delle reti in nazionale ― Italia under 20 | Cronologia completa delle presenze e delle reti in nazionale ― Italia under 20 | Cronologia completa delle presenze e delle reti in nazionale ― Italia under 20 | Cronologia completa delle presenze e delle reti in nazionale ― Italia under 20 | Cronologia completa delle presenze e delle reti in nazionale ― Italia under 20 | Cronologia completa delle presenze e delle reti in nazionale ― Italia under 20 |
| Data                                                                           | Città                                                                          | In casa                                                                        | Risultato                                                                      | Ospiti                                                                         | Competizione                                                                   | Reti                                                                           | Note                                                                           |
| ------------------------------------------------------------------------------ | ------------------------------------------------------------------------------ | ------------------------------------------------------------------------------ | ------------------------------------------------------------------------------ | ------------------------------------------------------------------------------ | ------------------------------------------------------------------------------ | ------------------------------------------------------------------------------ | ------------------------------------------------------------------------------ |
| 17-9-2003                                                                      | Castelnuovo Garfagnana                                                         | Italia under 20                                                                | 2 – 0                                                                          | Romania under 20                                                               | Amichevole                                                                     | -                                                                              |                                                                                |
| Totale                                                                         |                                                                                | Presenze                                                                       | 1                                                                              |                                                                                | Reti                                                                           | 0                                                                              |                                                                                |

### Statistiche da allenatore
| Stagione  | Squadra | Campionato | Campionato | Campionato | Campionato | Campionato | Coppe nazionali | Coppe nazionali | Coppe nazionali | Coppe nazionali | Coppe nazionali | Totale | Totale | Totale | Totale | % Vittorie | Piazzamento |
| Stagione  | Squadra | Comp       | G          | V          | N          | P          | Comp            | G               | V               | N               | P               | G      | V      | N      | P      | %          | Piazzamento |
| --------- | ------- | ---------- | ---------- | ---------- | ---------- | ---------- | --------------- | --------------- | --------------- | --------------- | --------------- | ------ | ------ | ------ | ------ | ---------- | ----------- |
| 2021-2022 | Nola    | D          | 11         | 3          | 2          | 6          | CI-D            | 2               | 1               | 0               | 1               | 13     | 4      | 2      | 7      | 30,77      | esonerato   |